# Scellus coloradensis
Scellus coloradensis är en tvåvingeart som beskrevs av Harmston och Frank Hall Knowlton 1942. Scellus coloradensis ingår i släktet Scellus och familjen styltflugor.
Artens utbredningsområde är Colorado. Inga underarter finns listade i Catalogue of Life.